# Bar Alaska
El Bar Alaska es un quiosco bar de Palma (Islas Baleares, España). Abrió sus puertas en 1935 en la Plaza del Mercado de la ciudad. Junto con el Bar Bosch, abierto en 1936, ha sido uno de los puntos de encuentro más céntricos y populares de la ciudad para varias generaciones.
El Alaska (así es conocido popularmente) es hoy uno de los establecimientos de restauración más céntricos, tradicionales y populares de la ciudad gracias a su estratégica ubicación y los precios asequibles de sus consumiciones. Abrió el 3 de junio de 1935 con el nombre de Automatic Bar en un acto de inauguración al que asistió el alcalde de la ciudad, Luis Ferrer Arbona, y el gobernador civil de las Islas Baleares, Joan Manent Victory.
Fue abierto por el empresario Antoni Perelló Planas, quien mantuvo su concesión hasta 1951 y desde entonces ha pasado por las manos de varios propietarios. Con el primer cambio de propiedad fue bautizado con el nombre actual de Alaska, que ha mantenido hasta nuestros días, a excepción de un período en el que cambió transitoriamente de nombre (Kiosco Real) pero no funcionó.
En un principio fue un quiosco de refrescos, uno más de la ciudad. Con el paso de los años fue incrementando la oferta inicial, basada en refrescos y helados, hasta añadir otros productos a medida que el local crecía, de acuerdo con la evolución social: café y otras bebidas, hamburguesas, perritos calientes, etc., sin perder nunca el carácter popular. La estructura primitiva del quiosco fue evolucionando hasta la fisonomía actual, incorporando elementos hoy característicos como la actual estructura metálica y la rotulación, entre otros.
En varias ocasiones se especuló con el cierre, pero siempre sobrevivió. En los últimos tiempos, la proyectada reforma urbanística de la Plaza del Mercado hizo peligrar su continuidad, pero finalmente sobrevivió gracias al apoyo popular recibido.